# Orjava vára
Orjava vára (horvátul: Utvrda Orljava) egy várhely Horvátországban, a Pozsega-Szlavónia megyei Bresztováchoz tartozó Orjava település határában.

## Fekvése
Orjava várának legvalószínűbb helye a mai Orjavától nyugatra lévő Gradina nevű magaslat lehet, mely nevében is várrom, várhely jelentésű.

## Története
A vár első írásos említése 1291-ben „Possessionem suam Orywa uocatam cum castro suo”  alakban történt abban az oklevélben, melyben III. András magyar király a Pécz nemzetségből való László kérésére átírja és megerősíti a pécsi káptalannak az előző évben kelt azon oklevelét, mely szerint Keled fia Gergely lányának Jolánnak, a kérelmező nejének Orywa birtokot és az azon épített várat hagyományozza, többi birtokait pedig a többi rokon között felosztani rendelte. A vár az ezutáni oklevelekben „Oryawa, Oryawawara, Oryawawar, Oriarwar” névváltozatokban szerepel. 
Stratégiailag fontos helyen feküdt, a Pakrácról Pozsegára vezető utat és az Orljava szorosát védte. A 15. században névnai Treutel család révén zálogbirtokként a Peterdi (és Hetényi) családok, majd egy bizonyos Tomiczai nevű garai városi polgár s végül a Kórógyi család kezére került. A Kórógyiak 1454-ben vétel utján szerezték meg, de 1467-ben a Rozgonyiaknak adták el. 1472-ben mint a néhai Kórógyi Gáspár birtokát, monoszlói Csupor Miklós kapta a királytól. A század végén, vagy a 16. század elején Héderváry Ferenc birtoka lett. Maga Orjava település 1422-ben szerepel először oppidumként „Oppidum Oriawa” alakban. Szent Lőrinc tiszteletére szentelt templomát 1444-ben említik. Fontos kereskedelmi út vezetett át rajta, ezért vámszedő hely is volt. A mezővárost és a várat vélhetően a 16. század közepén a török hódítás harcaiban pusztították el. Valószínűleg 1536-ban, vagy 1537-ben került török kézre, majd a Pozsegai szandzsákhoz tartozó Orjavai náhije székhelye lett. A vár a török háborúkban annyira elpusztult, hogy mára a helye is vita tárgyát képezi.

## A vár mai állapota
A Gradina nagy kiterjedésű lapos teteje közepén Dénes József szerint van egy kisebb ovális kiemelkedés, ami a vár tényleges területét jelezheti. Ezt látszik alátámasztani, hogy Csánki Dénes szerint Orjaván 1702-ben említenek is egy várromot. Mindazonáltal Csánki csak azt látta igazolhatónak, hogy a vár az Orljava folyó mentén, valahol annak felső folyásánál feküdt.